# Kloten
Kloten é uma comuna da Suíça, no cantão de Zurique, com 19,27 km2 . Nela se situa o Aeroporto Internacional de Zurique (1949).
Está localizada no Vale do Glatt, cerca de 10 km ao norte da cidade de Zurique.

Não confundir com Klotten na Alemanha.
1. ↑  «SWITZERLAND: Zürich». City Population. 28 de agosto de 2019. Consultado em 20 de dezembro de 2019